# Фернандес, Теодоро
Теодо́ро «Ло́ло» Ферна́ндес Мейса́н (исп. Teodoro «Lolo» Fernández Meyzán; 20 мая 1913[…], Сан-Висенте-де-Каньете, Лима — 17 сентября 1996, Лима) — перуанский футболист, центрфорвард, игрок сборной Перу. Легенда клуба «Университарио», за который провёл всю свою карьеру. Семикратный лучший бомбардир чемпионата Перу. Обладатель третьего места по общему количеству голов в чемпионатах/кубках Южной Америки — 15 голов. Лучший бомбардир за всю историю перуанского «классико» «Университарио» — «Альянса Лима» с 29 голами. Занимает третье место по количеству голов в одном матче Олимпиаде — 5 мячей 6 августа 1936 года в ворота Финляндии (всего 6 мячей на том турнире — второй результат соревнования), это же рекорд сборной по числу голов в одном матче. Рекордсмен сборной по среднему числу голов в матчах национальной команды — 0,77 гола за матч. Рекордсмен Перу по количеству матчей в чемпионатах Южной Америки — 24 игры. Лучший бомбардир в истории «Университарио» — 157 голов.

## Биография
Теодоро Фернандес родился 20 мая 1913 года на ферме Уалькара, которая находилась в Каньете. Он был рождён последним из 8-ми детей в семье отца Томаса Фернандеса Сиснероса и матери Раймунды Мейсан. В юности он был отправлен пройти начальное образование в казённой школе номер 1510 Уалькары, в ней же он начал играть за школьную команду Уракан, которая проводила свои матчи во дворе фермы. В возрасте 16-ти лет Фернандес был отправлен в Лиму, где должен был продолжить своё обучение, там уже находился его брат Артуро, который был футболистом, играя за клуб «Сиклиста».

### Игровая карьера

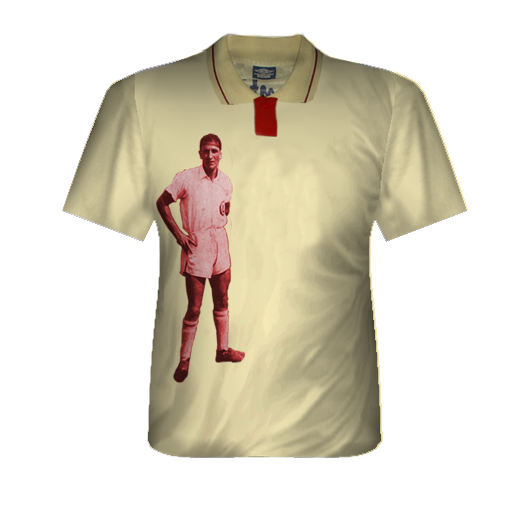
Футболка, посвящённая Теодоро Фернандесу

Фернандес в столице не оставлял увлечения футболом, он попробовал пройти просмотр в клубе «Университарио», на просмотре присутствовал президент команды Пласидо Галинто, который сразу обратил внимание на юношу, который пробовался на позиции «защитника». В марте 1930 года Фернандес официально стал игроком «Университарио» и впервые дебютировал в команде, правда, выступая за дублирующий состав клуба, в котором играли молодые футболисты, но уже к концу года, Фернандес, блестяще себя проявивший в турнире дублёров (он стал лучшим бомбардиром соревнования), был направлен в первую команду клуба.
29 ноября 1931 года Теодоро Фернандес официально дебютировал за «Университарио» в матче против чилийского клуба «Магальянес» и в первой же игре за основной состав забил, принеся победу своей команде. Фернандес провёл за «Университарио» всю свою карьеру, хотя другие клуба, в том числе и иностранные, стремились пригласить игрока к себе, так президент чилийского клуба «Коло-Коло» Артуро Кренович дал Фернандесу чек с непроставленной суммой, чтобы тот только подписал контракт с его командой, звали его и в Аргентину, в клуб «Банфилд», но перуанец всегда отвечал вежливым отказом. Несмотря на то, что играть за другие клуб Теодоро не пожалал, он участвовал в зарубежных поездках других клубов, в частности, он играл за клуб «Альянса Лима» в её турне по Чили в 1934 году, которое состояло из двух матчей.
В годы своей игры, Фернандес 7 раз становился лучшим бомбардиром чемпионата Перу, в 66 матчах в этих чемпионатах забив в общей сложности 88 голов (всего 157 голов в 180 матчах чемпионата), такое количество обуславливалось тем, что в те годы перуанское первенство состояло только из 10 клубов, которые играли между собой лишь по разу. Большинство же голов Фернандес забил в товарищеских матчах, которые в огромном числе проводили все перуанские команды, например, он забил 5 мячей одному из лидеров аргентинского футбола 1930—1940-х «Расингу», в матче, который он провёл после длительного перерыва, вызванного травмой мениска.

### Команда Тихого океана
В 1934 году лучшие игроки Перу и Чили составили сборную игроков, которые играли в этих странах, они назвали свою команду Комбинация Тихого океана (исп. Combinado del Pacífico), эта команда отправилась в марте турне по Европе и играла там до августа 1935 года против команд Англии, Германии, Франции и Испании, сборная перуанцев и испанцев провела 39 матчей и в них Фернандес забил 48 мячей, став в этом турне лучшим бомбардиром команды.

### Международная карьера
Свою карьеру в сборной Перу Фернандес начал 13 января 1935 года в матче чемпионата Южной Америки против команды Уругвая. А через год в составе команды на Олимпиаде 1936 в Берлине достиг стадии полуфинала турнира, в котором Перу победила в дополнительное время Австрию, но австрийцы подали в ФИФА протест на результат встречи, мотивируя тем, что зрители мешали им играть в футбол, перуанские игроки вели себя на поле чрезвычайно жестоко, и футбольная федерация распорядилась переиграть матч, да ещё и без зрителей, конечно олимпийская делегация возмутилась и покинула турнир.
В 1938 году сборная Перу с Фернандесом в составе победила на боливарианских играх, а через год на чемпионате Южной Америки, а Фернандес стал лучшим бомбардиром турнира с 7-ю мячами.
20 декабря 1947 года Фернандес провёл свой последний матч в составе национальной команды против команды Эквадора на южноамериканском первенстве, за 12 лет в составе сборной Перу он провёл 32 матча и забил 24 мяча, что до сих пор является вторым результатом в истории национальной сборной.

#### Голы за сборную
| Голы Фернандеса за сборную | Голы Фернандеса за сборную | Голы Фернандеса за сборную | Голы Фернандеса за сборную | Голы Фернандеса за сборную | Голы Фернандеса за сборную | Голы Фернандеса за сборную   |
| №                          | Дата                       | Место проведения           | Соперник                   | Гол                        | Результат                  | Соревнование                 |
| -------------------------- | -------------------------- | -------------------------- | -------------------------- | -------------------------- | -------------------------- | ---------------------------- |
| 1.                         | 20 января 1935             | Лима, Перу                 | Аргентина                  | 1-0                        | 1-4                        | Чемпионат Южной Америки 1935 |
| 2.                         | 4 августа 1936             | Берлин, Германия           | Финляндия                  | 1-0                        | 7-3                        | Олимпиада 1936               |
| 3.                         | 4 августа 1936             | Берлин, Германия           | Финляндия                  | 2-0                        | 7-3                        | Олимпиада 1936               |
| 4.                         | 4 августа 1936             | Берлин, Германия           | Финляндия                  | 3-0                        | 7-3                        | Олимпиада 1936               |
| 5.                         | 4 августа 1936             | Берлин, Германия           | Финляндия                  | 4-1                        | 7-3                        | Олимпиада 1936               |
| 6.                         | 4 августа 1936             | Берлин, Германия           | Финляндия                  | 6-1                        | 7-3                        | Олимпиада 1936               |
| 7.                         | 8 августа 1936             | Берлин, Германия           | Финляндия                  | 1-0                        | 4-2                        | Олимпиада 1936               |
| 8.                         | декабрь 1936               | Буэнос-Айрес, Аргентина    | Бразилия                   | 1-2                        | 2-3                        | Чемпионат Южной Америки 1937 |
| 9.                         | 6 января 1937              | Буэнос-Айрес, Аргентина    | Уругвай                    | 1-1                        | 2-4                        | Чемпионат Южной Америки 1937 |
| 10.                        | 16 апреля 1938             | Богота, Колумбия           | Колумбия                   | 1-0                        | 4-2                        | Боливарианские игры 1938     |
| 11.                        | 10 мая 1938                | Богота, Колумбия           | Колумбия                   | 3-1                        | 4-2                        | Боливарианские игры 1938     |
| 12.                        | 21 мая 1938                | Богота, Колумбия           | Боливия                    | 1-0                        | 3-0                        | Боливарианские игры 1938     |
| 13.                        | 15 января 1939             | Лима, Перу                 | Эквадор                    | 1-0                        | 5-2                        | Чемпионат Южной Америки 1939 |
| 14.                        | 15 января 1939             | Лима, Перу                 | Эквадор                    | 3-0                        | 5-2                        | Чемпионат Южной Америки 1939 |
| 15.                        | 15 января 1939             | Лима, Перу                 | Эквадор                    | 5-1                        | 5-2                        | Чемпионат Южной Америки 1939 |
| 16.                        | 22 января 1939             | Лима, Перу                 | Чили                       | 1-0                        | 3-1                        | Чемпионат Южной Америки 1939 |
| 17.                        | 22 января 1939             | Лима, Перу                 | Чили                       | 2-1                        | 3-1                        | Чемпионат Южной Америки 1939 |
| 18.                        | 29 января 1939             | Лима, Перу                 | Парагвай                   | 1-0                        | 3-0                        | Чемпионат Южной Америки 1939 |
| 19.                        | 29 января 1939             | Лима, Перу                 | Парагвай                   | 2-0                        | 3-0                        | Чемпионат Южной Америки 1939 |
| 20.                        | 23 февраля 1941            | Сантьяго, Чили             | Эквадор                    | 1-0                        | 4-0                        | Чемпионат Южной Америки 1941 |
| 21.                        | 23 февраля 1941            | Сантьяго, Чили             | Эквадор                    | 2-0                        | 4-0                        | Чемпионат Южной Америки 1941 |
| 22.                        | 23 февраля 1941            | Сантьяго, Чили             | Эквадор                    | 4-0                        | 4-0                        | Чемпионат Южной Америки 1941 |
| 23.                        | 21 января 1942             | Монтевидео, Уругвай        | Бразилия                   | 1-2                        | 1-2                        | Чемпионат Южной Америки 1942 |
| 24.                        | 25 января 1942             | Монтевидео, Уругвай        | Аргентина                  | 1-1                        | 1-3                        | Чемпионат Южной Америки 1942 |

### Завершение карьеры
Завершил свою карьеру Фернандес 30 августа 1953 года в возрасте 40 лет, проведя прощальный матч за «Университарио» с клубом «Альянса Лима», в котором забил 3 мяча, а его команда победила 4:2. А 14 октября того же года Фернандес провёл ещё один прощальный матч играя первый тайм за сборную министерства Финансов Уалькары, а во втором на 6 минут вышел на поле в футболке Университарио, по прошествии которых он передал свою майку игроку Мануэлю Арсе, а все футболисты, участвовавшие в игре проводили его аплодисментами.
Теодоро Фернандес умер 17 сентября 1996 года в клинике Мейсон де Санти в городе Лиме в возрасте 83-х лет. Он был похоронен на кладбище Парк Памяти, который находится в районе Лурин. Через несколько лет клубом был проведён прощальный матч, в котором игроки «Университарио» играли в футболках, на котором был изображен Фернандес.

## Достижения

### Командные
- Чемпион Перу: 1934, 1939, 1941, 1945, 1946, 1949
- Чемпион Боливийских игр: 1938
- Чемпион Южной Америки: 1939
- Бронзовый призёр чемпионата Южной Америки: 1935

### Личные
- Лучший бомбардир чемпионата Перу: 1932 (11 голов), 1933 (9 голов), 1934 (9 голов), 1939 (15 голов), 1940 (15 голов), 1942 (11 голов), 1945 (16 голов)
- Лучший игрок чемпионата Южной Америки: 1939
- Лучший бомбардир чемпионата Южной Америки: 1939 (7 голов)